# Лісове (Чоповицька селищна громада)
Лі́сове (до 5 серпня 1960 року — Бабина Лоза]) — село в Україні, у Чоповицькій селищній громаді Коростенського району Житомирської області. Населення становить 34 особи.

## Історія
Відоме з XVI століття. За переказами старожилів назва Бабина Лоза пов'язана з татарськими набігами на українські землі. Під час одного з таких набігів усі жителі села були захоплені в полон або вбиті. Тільки одна жінка врятувалась, сховавшись у лозі поблизу села.
На 17 грудня 1926 року у списку населених пунктів Коростенської округи фігурує як хутір Баранівської сільської ради Малинського району. У 1941 — 1943 роках було центром сільської управи. У Другій світовій війні відступаючи окупанти повністю спалили село.
З 11 серпня 1954 року знаходиться у складі Головківської сільської ради.

## Географія
Близько 400 м на південь від села Лісове на висоті близько 170 м над рівнем моря бере свій початок річка Різня неподалік однойменного урочища Різня.